# Dovrefjell-Sunndalsfjella nationalpark
62°16′N 9°13′Ø / 62.267°N 9.217°Ø
Dovrefjell-Sunndalsfjella nationalpark ligger i Trøndelag, Innlandet og Møre og Romsdal fylker i Norge. Nationalparken blev oprettet i 2002 som en stor udvidelse af Dovrefjell nationalpark (oprettet 1974) og er på 1693 km². Den omfatter arealer i tre fylker (fem kommuner): Innlandet (Lesja og noget i Dovre), Trøndelag (Oppdal), og Møre og Romsdal (Sunndal og lidt i Nesset) og inkluderer Dovrefjell, Sunndalsfjeldet og et område øst for Drivdalen.  Nationalparken er omgivet af 8 naturbeskyttelsesområder (syv blev oprettet i 2002, det sidste i 1974) og to biotopværnsområder.
Parken skal tage vare på et intakt højfjeldsøkosystem. Den er kerneområde for vildren – renen her hører sammen med renen i Rondane og Knutshø vildrensområder til de mest sky af landets vildrensstammer og er følgelig meget sårbar for forstyrrelse.  Centrale dele af parken har en bestand af moskusokser, som blev udsat i mellemkrigstiden.  Området har en fast bestand af jærv og store rovfugle som kongeørn og jagtfalk.  Dovrefjeld (særlig Knutshøene) og Sunndalsfjella er kendt for en rig fjeldflora . 
Kun områderne vest for Drivdalen er tilrettelagt for vandreture.  Turisthytterne i værneområdene er selv- eller ubetjente, og mange af dagsmarcherne er lange.  Vest for Snøhetta bliver landskabet tungt med store højdeforskelle og stenet grund, og her bliver også klimaet en udfordring med ustabilt vejr, meget vind og nedbør, i modsætning til længere mod øst.  Området giver flotte naturoplevelser, men kræver erfaring.